# Hercules Automobil-Maschinenfabrik
Hercules Automobil-Maschinenfabrik AG, vorm. C. Weber-Landolt war ein Schweizer Hersteller von Automobilen und Lastkraftwagen.

## Unternehmensgeschichte
Carl Weber-Landolt, der in Paris studiert hatte, richtete 1884 in der Farben- und Chemiefabrik seines Vaters G. H. Weber-Fischer in Menziken eine mechanische Werkstätte ein. 1900 begann er mit der Produktion von Automobilen und Lastkraftwagen. Hercules-Autos galten als langlebig, bedienungsfreundlich, kostengünstig und gewannen mehrfach Auszeichnungen bei internationalen Ausstellungen. Die Fahrzeuge wurden bis nach Deutschland, Frankreich und Norwegen geliefert. Unter dem Druck der ausländischen Konkurrenz wurde die Produktion von Automobilen und Lastkraftwagen jedoch bereits 1910 wieder eingestellt. Der Markenname lautete Hercules bzw. Hercule in Frankreich. 1906 wandelte er das Unternehmen in eine Aktiengesellschaft um. Zuletzt beschäftigte das Unternehmen 40 Mitarbeiter.

## Produktionsstandort Menziken
Die Produktion fand in einem Fabrikkomplex in der Gemeinde Menziken statt. Dieser Fabrikkomplex wurde 1849 errichtet und diente anfänglich als Tuchfärberei, bis diese noch vor 1890 aufgegeben wurde. Ab 1884/85 wurde hier eine mechanische Werkstätte zur Entwicklung von Verbrennungsmotoren und Heizungsanlagen eingerichtet. Nach dem Ende der Automobil- und Lastwagenproduktion 1910 wurden an diesem Produktionsstandort Nikotin, Sulfate und Düngemittel aus Tabaklauge gewonnen. Der Fabrikkomplex beherbergt heute eine Autoersatzteilhandlung und steht seit 2012 als wichtiger industriegeschichtlicher Zeuge unter Denkmalschutz.

## Fahrzeuge

### Automobile
Das Modell 6 PS hatte einen Einzylindermotor. Die Karosserieform Tonneau bot Platz für vier Personen. Die bauartbedingte Höchstgeschwindigkeit war mit 30 km/h angegeben. Der Preis inklusive Scheinwerfern und Reifen betrug 2800 Schweizer Franken. Das Modell 12 PS war mit einem Vierzylindermotor ausgestattet. Die Karosserieform Break bot acht Personen Platz. Der Preis betrug 6000 Franken. Die Automobilproduktion endete etwa 1902.

### Nutzfahrzeuge
Im Angebot standen viele verschiedene Typen. Die Motoren leisteten wahlweise 6, 10, 14, 16 oder 30 PS. Bis 1906 kamen ausschliesslich Zweizylindermotoren zum Einsatz. Die Nutzlast der Fahrzeuge betrug zwischen 1250 und 7500 kg. Auch ein Omnibus mit acht Sitzplätzen wurde angeboten.